# Ceromya latipalpis
Ceromya latipalpis är en tvåvingeart som först beskrevs av Malloch 1930.  Ceromya latipalpis ingår i släktet Ceromya och familjen parasitflugor. Inga underarter finns listade i Catalogue of Life.